# Летни олимпийски игри 2004
XXVIII летни олимпийски игри се провеждат в Атина, Гърция през август 2004 г.
Те са резултат на огромни инвестиции (около 10 млрд. евро), преодоляване на сериозни проблеми (системата за сигурност е причина за спорове) и най-вече на желанието на гърците да върнат игрите в античната им родина.
Участие взимат около 11 000 спортисти, от които около 100 са българи.
Градът е посетен от 150 000 туристи по време на Игрите.
31 спортисти са уличени в употреба на допинг.

## Избиране на домакин
Градът домакин е избран на 5 септември 1997 г. по време на 106-а сесия на МОК в Лозана, Швейцария. Кандидати-градове за домакин са Атина, Рим, Кейптаун, Стокхолм и Буенос Айрес.
| Град         | Държава               | 1-ви кръг | 2-ри кръг | 3-ти кръг | 4-ти кръг | 5-и кръг |
| Атина        | Гърция                | 32        | —         | 38        | 52        | 66       |
| Рим          | Италия                | 23        | —         | 28        | 35        | 41       |
| Кейптаун     | Република Южна Африка | 16        | 62        | 22        | 20        | —        |
| Стокхолм     | Швеция                | 20        | —         | 19        | —         | —        |
| Буенос Айрес | Аржентина             | 16        | 44        | —         | —         | —        |